# Camí de Cap de Rans
El Camí de Cap de Rans és una pista rural que discorre pel terme municipal de Conca de Dalt, a l'antic terme d'Aramunt), al Pallars Jussà.
Té el seu punt de partença en el Camí de la Pobla de Segur just davant de la porta del cementiri municipal d'Aramunt, des d'on surt cap a l'oest-sud-oest. Passa ran i al nord d'un dels paratges coneguts com a Costera, i fa la volta de primer cap al sud-oest, girant després cap al nord-oest, per anar a cercar el paratge de Rans, on té el final del seu recorregut.